# Herichthys pantostictus
Herichthys pantostictus är en fiskart som först beskrevs av Taylor och Miller, 1983.  Herichthys pantostictus ingår i släktet Herichthys och familjen Cichlidae. IUCN kategoriserar arten globalt som sårbar. Inga underarter finns listade i Catalogue of Life.